# Birgitte Maria von Krogh
Birgitte Maria von Krogh, gift grevinde Schack (25. januar 1740 – 27. november 1765 i København) var en dansk hofdame.
Hun var datter af general Georg Frederik von Krogh og 	Hedvig Auguste Brügmann. 16. marts 1764 ægtede hun i Christiansborg Slotskirke grev Frederik Christian Schack. 1764 blev hun dame de l'union parfaite og 1766 hofdame hos dronning Juliane Marie. Hun døde i barselseng og er begravet i Holmens Kirke.